# Бісбош (національний парк)

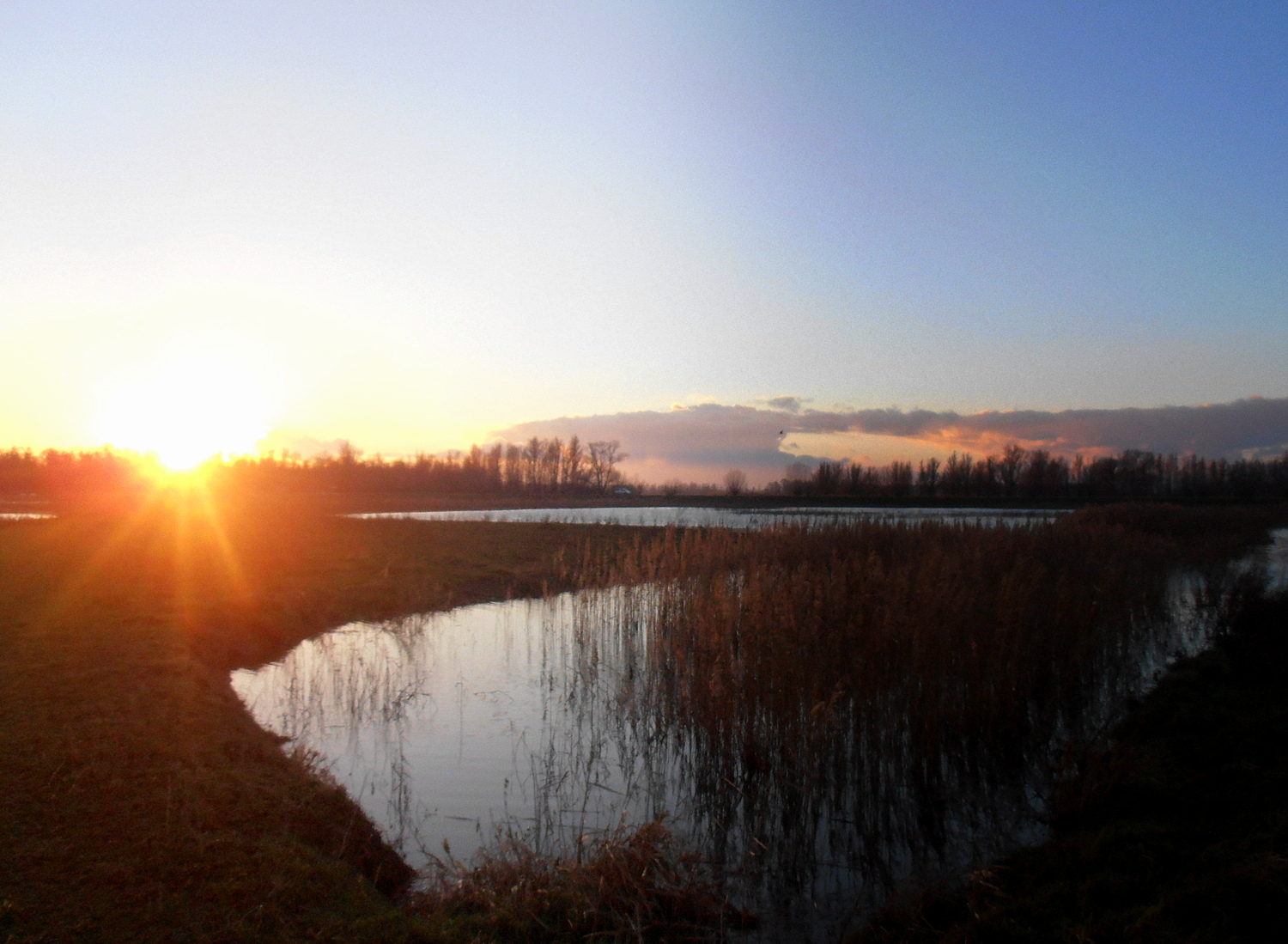
Захід сонця над Бісбошем

Національний парк Бісбош — один із найбільших національних парків Нідерландів і одне з останніх обширних прісноводних водно-болотних угідь у північно-західній Європі. Бісбош («комишевий ліс» або «хмиз») складається з великої мережі річок, менших і більших проток з островами. Рослинність представлена переважно вербовими лісами, хоча також поширені вологі луки та поля очерету. Бісбош є важливою водно-болотною територією для водоплавних птахів і має багату флору та фауну. Особливо це важливо для перелітних гусей.

## Структура

### Національний парк

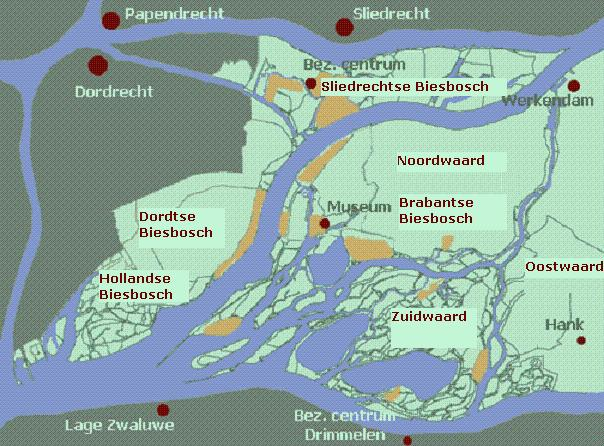
Проста карта Бісбошу

Національний парк Бісбош складається з таких основних частин:
- Слідрехце Бісбош

Найпівнічніша частина Бісбошу, із найбільш значним приливним впливом (одна з відмінних характеристик Бісбошу). Слідрехце Бісбош названо на честь міста Слідрехт, яке було затоплено під час створення Бісбошу і пізніше відбудовано на іншому березі річки Бенеден-Мерведе (одна з меж Бісбошу). Східна частина Слідрехце Бісбошу є однією з небагатьох областей у Нідерландах, де є незаймана система річкових дюн.
- Голландський Бісбош

Найзахідніша частина Бісбошу і найбільший залишок (колись набагато більшої) південно-голландської частини Бісбошу. Голландський Бісбош є частиною національного парку, найбільш відомого своїми птахами.
- Брабанце Бісбош (Зюйдвард)

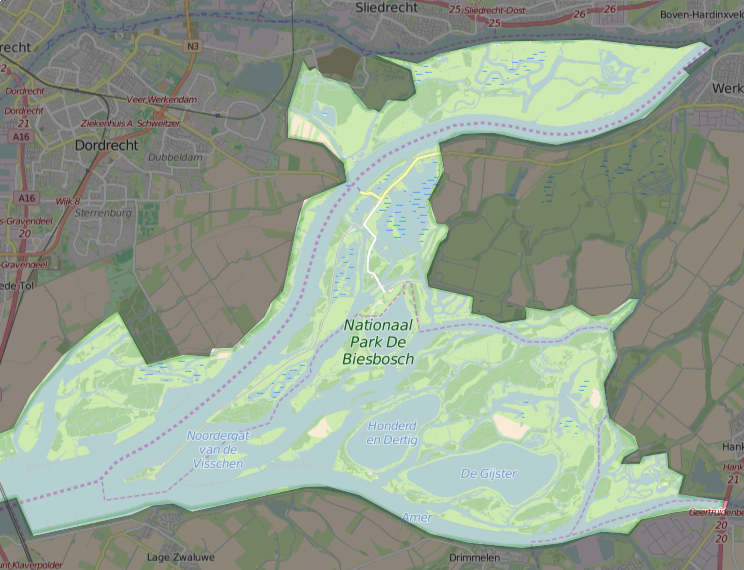
Карта, на якій показано частини Бісбошу, які становлять національний парк (виділено)

Східна і найбільша частина Бісбошу, яка відокремлена від решти Бісбошу річкою Ньїве-Мерведе (яка слугує кордоном між провінціями Південна Голландія та Північний Брабант). Брабанце Бісбош можна поділити на три частини, із яких лише так званий Зюйдвард належить до національного парку. Зюйдвард Брабанце Бісбош має менше полів очерету та осоки порівняно з рештою національного парку та складається здебільшого з вербових лісів.

### Інше
Національний парк займає лише половину первісної території Бісбош. Інша половина була рекультивована і складається здебільшого з сільськогосподарських угідь. Його також можна розділити на кілька частин:
- Дордце Бісбош

Частина Бісбошу, що межує з містом Дордрехт. Він розташований між Слідерце Бісбоші Голландським Бісбошем. Хоча Дордце Бісбош має переважно сільськогосподарське призначення, там є також кілька рекреаційних зон, які слугують «спортовним майданчиком» для жителів Дордрехта.
- Брабанце Бісбош (Нордвард)

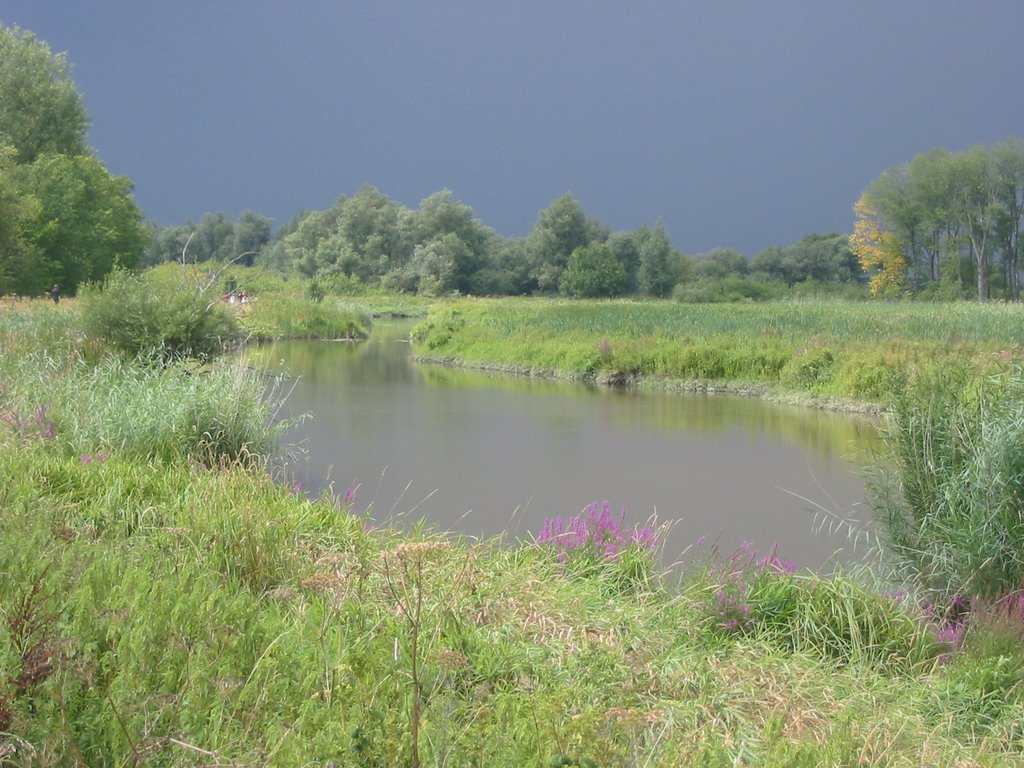
Залишок протоки в Бісбоші

Найбільш центральна частина Бісбошу і предмет багатьох суперечок останнім часом. Нордвард був відвойований лише протягом 20-го століття та містить одні з найродючіших сільськогосподарських угідь у всіх Нідерландах. Однак через високий рівень води в річках Нідерландів у 1990-х роках уряд вирішив скасувати рекультивацію та знову з'єднати Нордвард із річками Мерведе (по суті Рейном). Таким чином, він може слугувати буфером і мати велике значення для запобігання проривам дамб і подальшим затопленням у густонаселених районах дельти Рейну-Маасу-Шельда. Перший етап «депольдерізації» було завершено до 2008 року, і водно-болотні угіддя, що утворилися, були додані до національного парку. Друга черга буде завершена десь між 2015 і 2020 роками.
- Брабанце Бісбош (Остервард)

Найсхідніша та найстаріша частина Бісбошу не схожа на його решту і складається в основному з сільськогосподарських угідь і розширених околиць міст уздовж кордону Бісбошу (таких як Веркендам, Ньювендейк і Ханк), разом із кількома залишками проток. Значна частина Остварду була відвойована протягом 17-го та 18-го століть.

## Поява
Бісбош був утворений, коли 300 квадратних кілометрів польдерів були затоплені під час поводі Святої Єлизавети в 1421 році. До цього територія називалася Великий голландський вард, містила оброблену землю та кілька сіл. Дамби, яким понад сто років, зруйнувалися через відсутність технічного обслуговування, через важку економічну ситуацію в регіоні та труднощі між політичними утвореннями всередині (особливо (громадянська) війна «тріски» ті «гачків»).

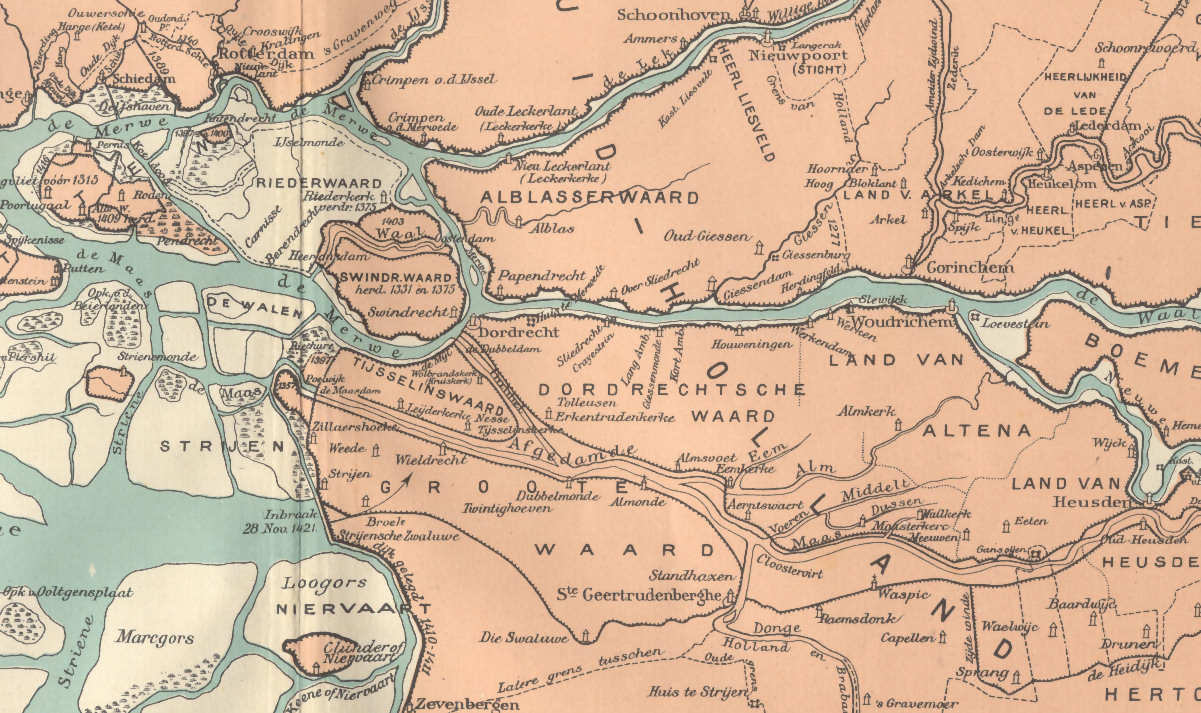
Великий вард у 1421 році, безпосередньо перед повіддю Святої Єлизавети.

Одним із ключових факторів затоплення Великого варду було створення нової дамби на південному заході від польдеру. Ґрунт під цією дамбою був нестабільним, що було відомим (але недооціненим) фактом у той період часу. Однак у поєднанні з політичним суперництвом і фінансовими проблемами це призвело до створення нестабільної дамби, розташованої в одному з ключових кутів Гроте Вард. Це було єдине місце, де високі припливи, що приходять безпосередньо з моря, могли глибоко проникати на сушу й досягати основної «наріжної» дамби Гроте-Вард (більшість первинних дамб використовувалися для захисту від річок).

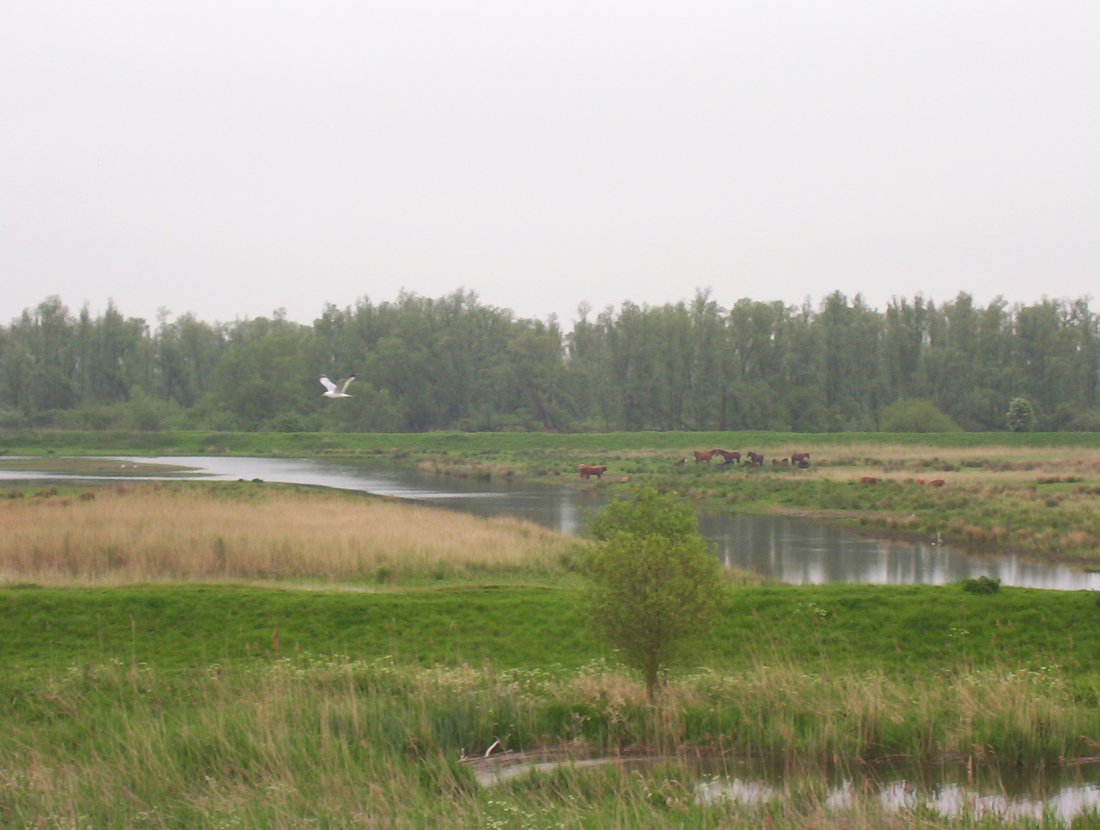
Водно-болотні угіддя Бісбош

Дуже високий рівень річки в поєднанні з сильним штормовим нагоном, що надходив із моря, спричинив обвалення південно-західної дамби та кількох річкових дамб, що призвело до затоплення більшої частини Великого голландського варду. Після повені залишилося три території: острів Дордрехту на заході, земля ван Альтена (з містом Вудріхем) на сході та солонуваті болота Бісбошу посередині. Багато сіл (традиційно 72) були поглинуті потопом і були втрачені, спричинивши (знову традиційно) або 2000, або 10 000 жертв. Деяким містам пощастило більше, вони занурилися, щоб потім піднятися над водою.
Багато рукавів дельти Рейн-Маасу, які були закриті від головних річок і слугували дренажними тілами Гроте Ваард, також зникли. До них належать Дуббел (назва якого збереглася в Дуббелдамі), Еем, Веркен (на честь якого названо Веркендам), Грааф, Альм (який отримав свою назву від Альмкерка; східна частина збереглася) та більшість головного дренажного потоку: Бергсе-Маас (невелика частина збереглася у формі Бергсе-Маасу, не плутати з іншою гілкою під назвою Ауде-Маас поблизу Роттердама).
Більша частина затопленої території перетворилася на мережу лиманів. Найважливішими з них були Голландс-Діп («Голландська глибина») і (мілководна) Хайдезе («Хітове море»). Обидва були з'єднані з Харінґвлітом, який існував до катастрофи як джерело чистої морської води в Північному морі. Після катастрофи він став солонуватим і важливим естуарієм річок Рейн і Маас. Постійне непорозуміння полягає в тому, що Бісбош виник через цю штормову повінь за одну ніч. Це правда, що ця повінь зламала дамби тодішнього Великого голландського варду або Південного голландського варду, але знадобилися десятки років, перш ніж уся територія опинилася під водою і змінилася на Бісбош із його протоками та очеретом.

## Історія

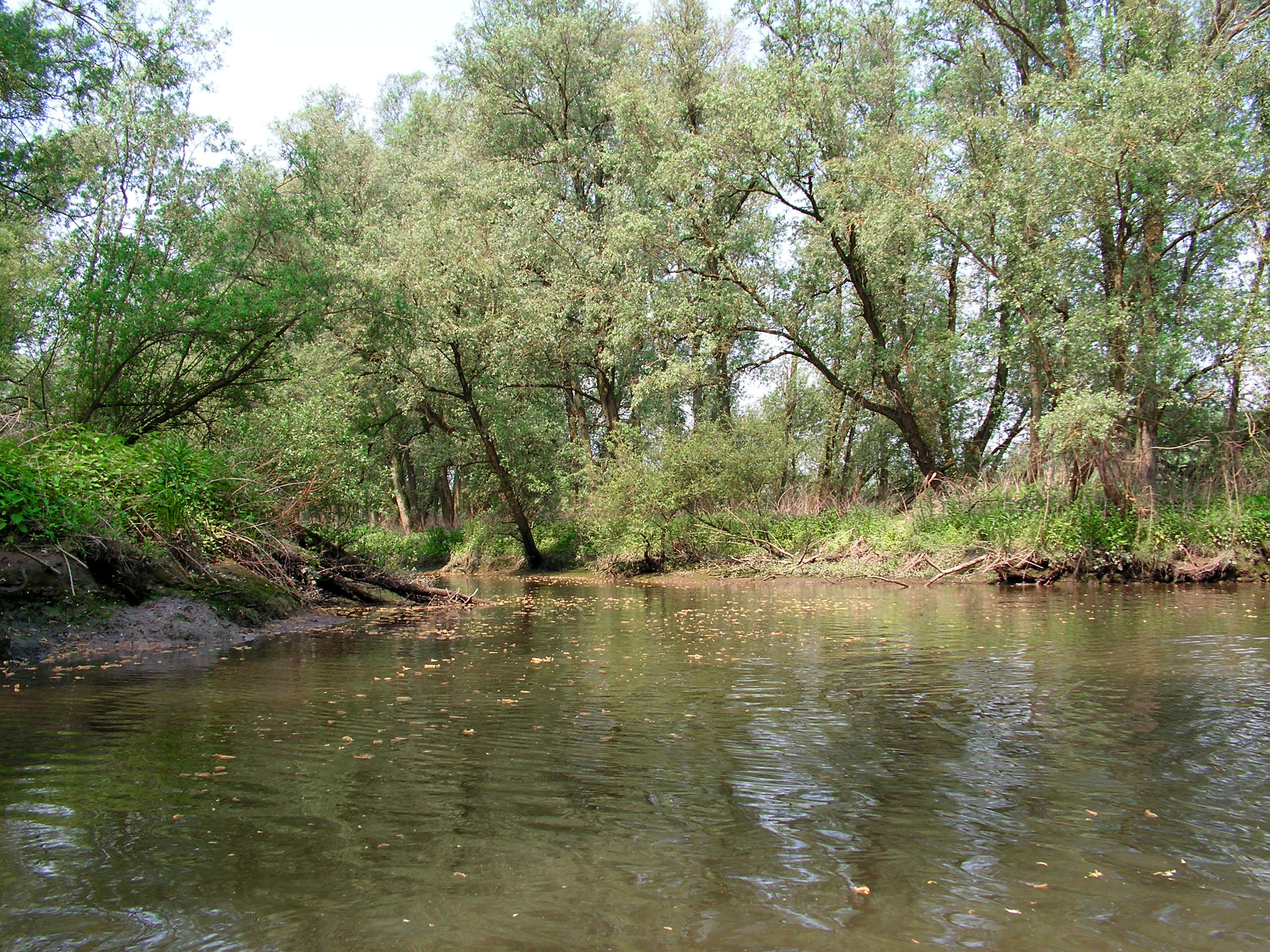
Бісбош під час відливу

Спочатку Гайдезее була неглибокою, але великою водоймою з високими припливами, але також переважанням прісної води. Наноси річок призвели до того, що земля занурювалася під воду лише під час припливів. З цього моменту територія стала називатися Бергсе вельд («Поля Ґертреуйденберга»), а пізніше (у XVIII столітті) — Бісбош (хоча невелика ділянка болота була відома як Бісбош ще до потопу). Виникла мережа взаємопов'язаних струмків, мулистих територій і лісових масивів, які слугували свого роду внутрішньою дельтою великих річок, що живлять її. Важливим результатом цього було те, що колишні гирлові рукави Рейну та Маасу, розташовані далі на північний захід, були позбавлені більшої частини прісної води. Це спричинило наповнення річок відкладеннями, тому важливий судноплавний шлях між Роттердамом і внутрішніми районами більше не використовувався.
Упродовж останніх століть умови істотно змінилися. Більшу частину Бісбошу було рекультивовано та перетворено на польдери. Сполучення Рейн—Маас із Роттердамом було відновлено шляхом запобігання накопиченню відкладень штучним шляхом. Більшість каналів Бісбошу були перекриті у верхній частині, щоб знизити ризик затоплення. Злиття річок Маас і Рейн також було перекрито, і Маас отримав нове, штучне гирло: Бергсе Маас. Розділивши річки Маас і Рейн до того, як вони досягнуть Бісбошу, можна краще контролювати їх потік. Для кращого розподілу потоку річки Рейн також було створено другий канал для суден: Ньїве-Мерведе, який розділяє Бісбош на дві частини: «малий» Бісбош, нині південно-східна частина острова Дордрехт, і «великий» Бісбош. У результаті цих гідрологічних змін Бісбош втратив свою функцію як річкова дельта і тепер отримує воду безпосередньо з річок лише під час високого стоку.
Під час Другої світової війни ця територія використовувалася жителями Нідерландів, щоб сховатися від німецьких окупаційних військ у Нідерландах. Було сформовано групу опору, яка наприкінці війни захопила німців, які тікали на північ із південної частини Нідерландів, яка тоді була під контролем союзників. Узимку 1944 року цю територію перетнули біженці з окупованої півночі, а водночас її використовували для контрабанди медикаментів на північ. Люди, які координували цю діяльність, відомі як ті, що перетинають кордон, і зазвичай вважаються національними героями. Багато голландських книг і кілька фільмів засновані на цій групі опору.
До 1970 року сполучення з морем існувало, і різниця припливів становила в середньому два метри. Незважаючи на зменшення припливу річок Маас і Вааль, прісна вода продовжувала домінувати. Різниця в припливах майже зникла після 1970 року, коли проект Дельта закрила Харінгвліт і разом із ним пряме сполучення Бісбошу з морем. Лише в північній частині Бісбош (так званий Слідрехце Бісбош) залишилася деяка різниця припливів (20–80 см у середньому). Зменшення різниці припливів і відливів спричинило драматичну трансформацію Бісбошу, який здебільшого перетворився на вербовий ліс із невеликими залишками колись могутніх потоків дельти. Створення Харінґвлітдаму також перекрило головний шлях міграції риби. Вплив як річок, так і моря тепер майже зник.

## Майбутнє
Уряд Нідерландів вирішив скасувати більшу частину рекультивації та повернути її природі та відновити сполучення головних річок із каналами Бісбошу. Це рішення було прийнято внаслідок надзвичайно високого стоку річок у 1993 та 1995 роках. Це означає, що значна частина Бісбошу повернеться до свого початкового стану: взаємопов'язана мережа річок і проток, яка слугуватиме внутрішньою річковою дельтою. Потім цю територію можна використовувати як природний буфер для запобігання великим повеням і зниження ризику дуже високого рівня річок. Наприклад, польдер Норвард у Бісбоші був знову з'єднаний з річкою Мерведе, щоб забезпечити повені під час пікових стоків річок Рейн і Маас і відновити відкладення, що призвело до швидкості аградації землі 5,1 мм. Остання називається стратегією посилення седиментації. Такі стратегії також відновлять частину природної ситуації та призведуть до розширення середовища проживання багатьох тварин.

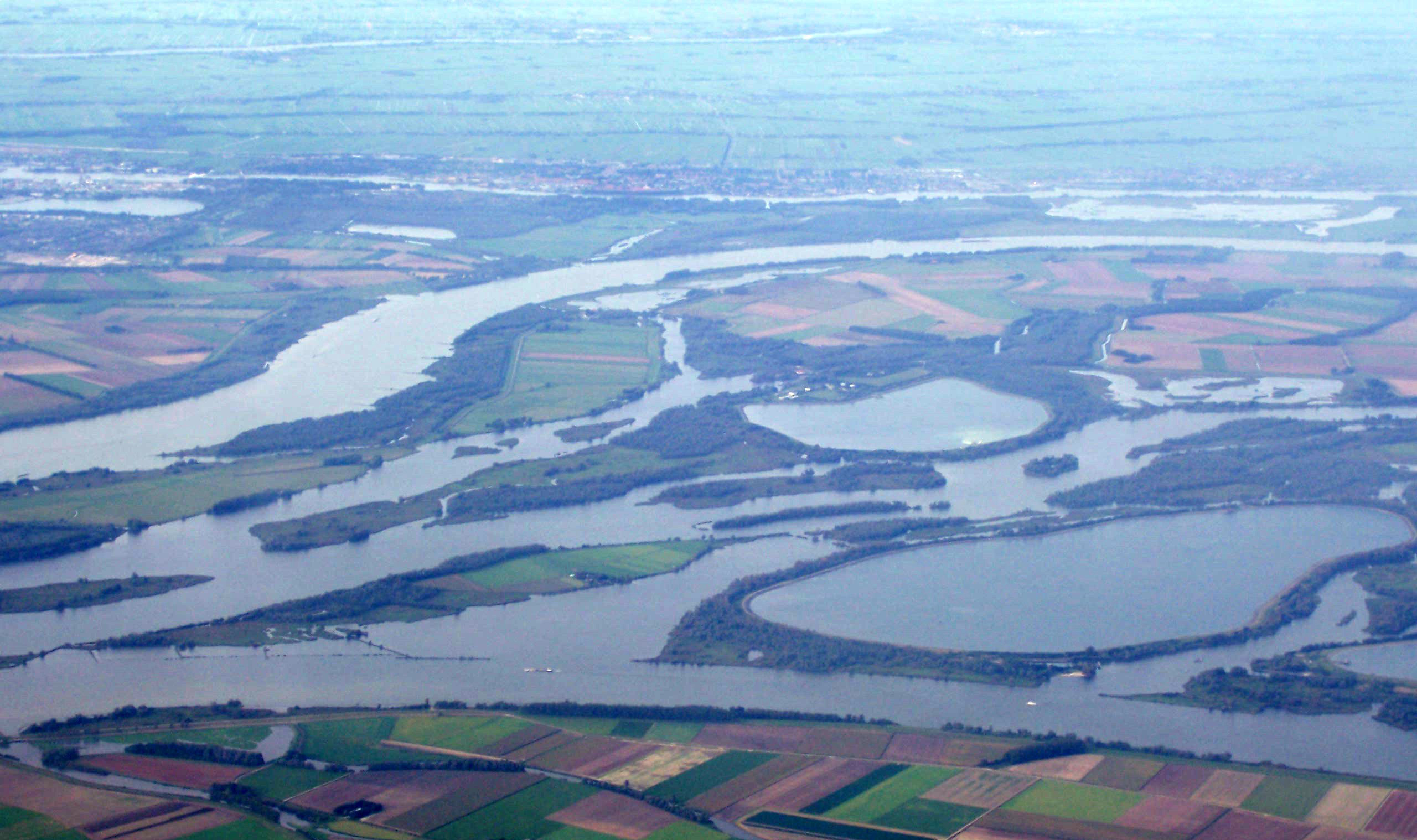
Вид із повітря на частини Бісбошу

Особливо популяція бобрів могла б отримати прибуток від цих гідрологічних змін (і, станом на 2014 рік, вони справді значно розширили свій ареал). Сподіваємось, це також створить належні умови для повернення скопи та орлана-білохвоста як птахів, що розмножуються. Через нещодавнє освоєння природою нових водно-болотних угідь велика і мала чапля вже стали звичними елементами в Бісбоші сьогодні. Також спостерігається збільшення популяції бугайних і рибалочкових. Крім того, станом на 2014 рік у Бісбоші вже кілька років поспіль гніздиться пара орланів-білохвостів. Скопи вже кілька років використовують Бісбош як кормове місце, і в результаті навесні 2016 року з'явилися перші голландські скопи.
Існують також плани щодо відновлення функції естуарію Харінґвліт і Голландс-Діп, відновивши природний перехід від прісної до солоної води та дозволивши повернення припливів у Бісбош. Першим кроком стане відкриття деяких шлюзів Харінґвлітдаму. Це призведе до мінімального повернення припливних ефектів без драматичного впливу на ландшафт, оскільки повне відкриття дамби зробить більшість навколишніх сільськогосподарських територій непридатними для використання через приплив солоної води. Слід зазначити той факт, що під час сильних повеней, що надходять з Північного моря, дамба все одно зможе закритися та слугувати так само, як Остерсхельдекерінг.
Часткове відкриття Харінґвлітдаму створить можливість для мігруючої риби потрапити в річки Рейн і Маас, відновлюючи природну ситуацію. Сподіваємось, це призведе до повернення лосося, форелі, шера, корюшки та багатьох інших видів риб. Це також створить можливості для майже вимерлої південноголландської популяції тюленів (зараз здебільшого обмежена частинами Східної Шельди). Колись тюлені були звичайним явищем у Бісбоші, незважаючи на те, що тут переважає прісна вода. Їхня присутність закінчилася в 1970 році, хоча декільком особам якимось чином вдалося дістатися Бісбошу згодом. Часткове відкриття Харінґвлітдаму відновить частину природної ситуації.
У майбутньому, можливо, лось буде знову інтродукований у цьому районі.

## Загрози

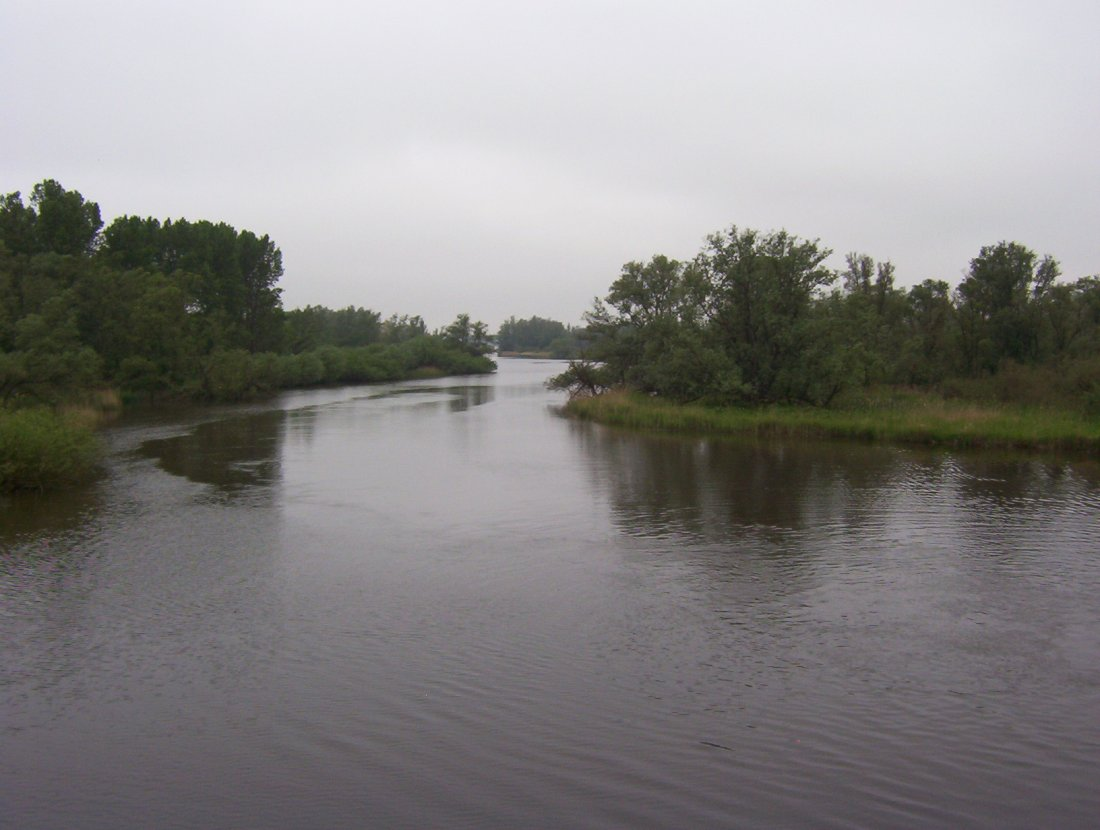
Типова протока в Бісбоші

Ця територія все ще стикається з багатьма загрозами. Одним із них є забруднення води та ґрунту. Багато русла річок містять сильно забруднені відкладення, що залишилися з шістдесятих і сімдесятих років, коли річки Рейн і Маас були набагато забрудненіші, ніж сьогодні. Через те, що чистий потік у Бісбоші незначний (оскільки сполучення з річками та морем було заблоковано, хоча це зміниться в майбутньому), накопичення забруднених відкладень у Бісбоші було серйозним. Повне відновлення екосистеми Biesbosch неможливе без масштабного очищення всіх струмків, що буде величезним і дорогим завданням.
Ще однією загрозою для екосистеми Бісбошу є широка рекреація на воді в цьому районі. Однак Бісбош має як природні, так і рекреаційні цінності, тому заборонити будь-яку рекреаційну діяльність у цьому районі не можна. Знайти правильний баланс у цьому питанні буде складно. Інші загрози включають будівництво басейнів для яхт, розширення міст і плани експлуатації запасів природного газу.